# Félix Ducoudray
Pour les articles homonymes, voir Ducoudray.
Félix Ducoudray est un homme politique français né le 19 août 1842 à Issoudun (Indre) et mort le 21 mai 1898 à Saint-Malo-en-Donziois (Nièvre).

## Biographie
Médecin à Paris habitant à Bourras-l'Abbaye, commune de Saint-Malo-en-Donziois dont il fut maire. Il est député, radical, de la Nièvre de 1885 à 1893 et sénateur de la Nièvre de 1897 à 1898, siégeant à gauche, au groupe de la Gauche démocratique.
Sous la Commune de Paris il participa avec son frère Charles Élie Ducoudray et sa future belle-sœur Maria Verdure à un projet de création et d’organisation des crèches présenté à la Commission animée par Édouard Vaillant).

## Sources
- « Félix Ducoudray », dans Adolphe Robert et Gaston Cougny, Dictionnaire des parlementaires français, Edgar Bourloton, 1889-1891 [détail de l’édition]
- « Félix Ducoudray », dans le Dictionnaire des parlementaires français (1889-1940), sous la direction de Jean Jolly, PUF, 1960 [détail de l’édition]